# Lược Dương
Lược Dương (chữ Hán phồn thể:略陽縣, chữ Hán giản thể: 略阳县, âm Hán Việt: Lược Dương huyện) là một huyện thuộc địa cấp thị Hán Trung, tỉnh Thiểm Tây, Cộng hòa Nhân dân Trung Hoa. Huyện này có diện tích 2831 ki-lô-mét vuông, dân số năm 2002 là 200.000 người. Về mặt hành chính, huyện này được chia thành 25 trấn, 14 hương.
- Trấn: Thành Quan, Tiếp Quan Đình, Hoành Hiện Hà, Kim Gia Hà, Từ Gia Bình, Bạch Thủy Giang, Lưỡng Hà Khẩu, Hà Gia Nham, Nhạc Tố Hà, Quách, Giáp Khẩu Dịch.
- Hương: Tây Than Bá, Thanh Nê Hà, Ngư Động Tử, Bạch Thạch Câu, Cửu Trung Kim, Dương Gia Bá, Trung Bá Tử, Mã Đề Loan, Dược Mộc Viện, Bạch Tước Tự, Sử Gia Viện, Hắc Hà Bá, Tiên Đài Bá, Quan Âm Tự.
- Hương: